# La Mode illustrée
La Mode illustrée, sous-titrée Journal de la famille, est une revue des éditions Firmin-Didot. Créée en 1860 par Emmeline Raymond (sv), non élitiste, elle est à destination des femmes de la bourgeoisie. L'auteur livre ses meilleurs conseils pour aider les femmes dans de multiples aspects de leur vie domestique (couture, coiffure ou encore décoration intérieure) ainsi que des conseils concernant la vie de famille et en société. Madame Raymond aura dirigé ce magazine, l'une des références de la presse féminine du XIXe siècle, de 1860 à 1902. La revue faite entre autres d'illustrations de grande qualité, obtient alors un succès important, vendu jusqu'aux États-Unis.

## La fondatrice du journal

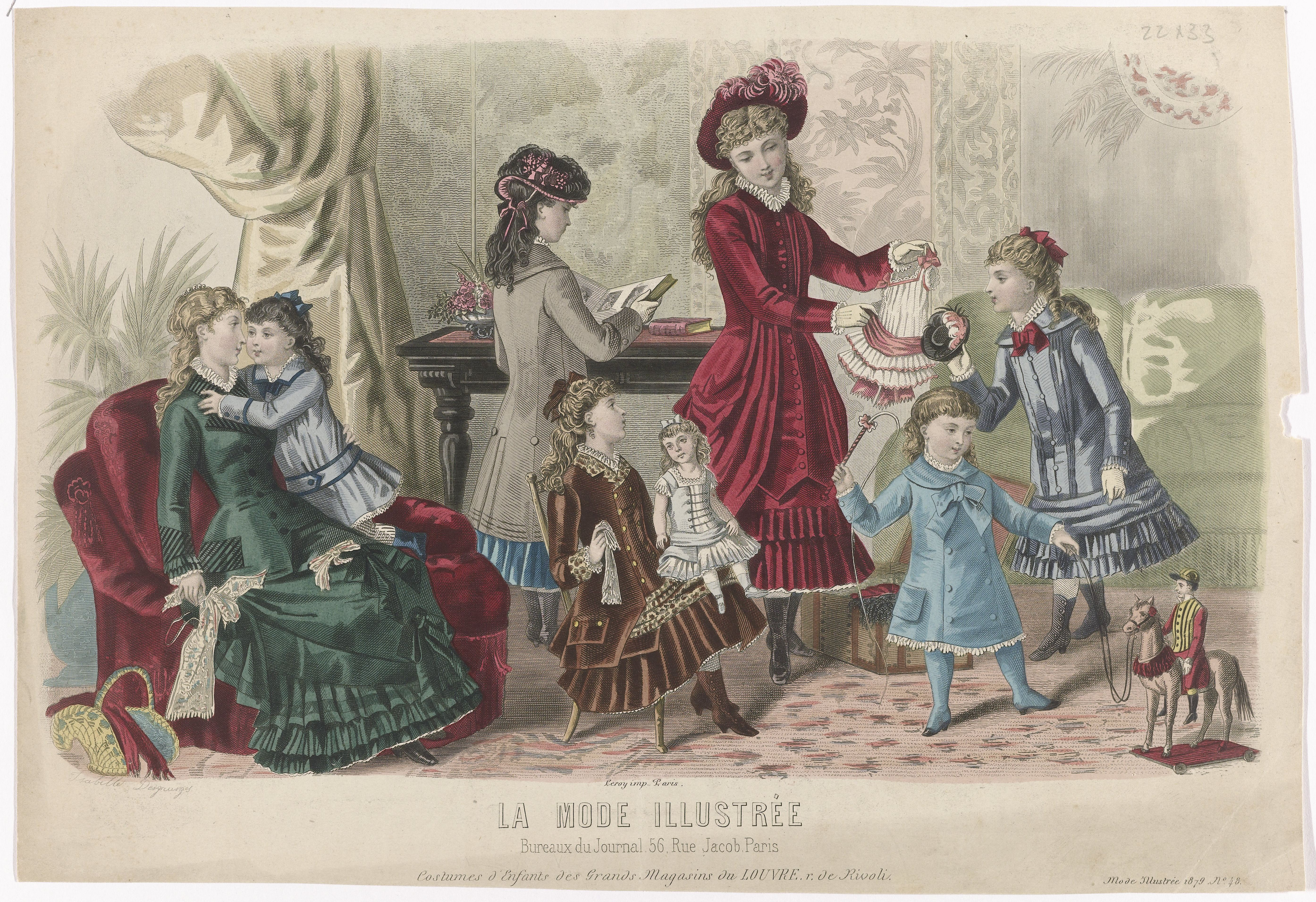
La Mode Illustrée indique ce qui est de bon goût de la naissance jusqu'à la fin de vie des femmes et de leur famille.

Emmeline Raymond est une journaliste et auteur français de la deuxième moitié du XIXe siècle. Née en 1833 ou 1834 à Tchernivtsi, elle a rencontré le succès grâce aux articles et aux nouvelles qu'elle publie dans sa revue. Cette dernière emprunte un style frais et juvénile pour conseiller femmes et jeunes filles toujours avec une pointe de moralité.
Elle dirigera La Mode Illustrée jusqu'à sa mort en 1912. Sa fille Aline Raymond reprendra le flambeau jusqu'en 1937, date de fin de parution du périodique.

## Le journal
Il s'agit d'un hebdomadaire dont la parution se fait à ses débuts le samedi, puis le dimanche.

### Abonnement
Plusieurs formules d'abonnement sont proposées, permettant aux lectrices d'obtenir le numéro accompagné de patrons, d'une gravure de mode en couleurs ou de suppléments à la revue. L'abonnement pouvait ainsi aller de 4 francs à 24 francs pour une édition plus luxueuse appelée « album coloré » présentant des illustrations supplémentaires.
Pour recevoir La Mode Illustrée, il faut soit adresser une lettre affranchie à la rédaction, au 56 de la rue Jacob à Paris, soit se rendre dans n'importe quelle librairie de France ou de l'étranger muni d'un bon sur la poste ou d'un mandat à vue sur Paris.

#### Prix de l'abonnement
| Année               | Durée        | Prix (francs) | Supplément patrons (francs) | Supplément via la poste (francs) | Prix avec album colorié (francs) | Supplément avec album colorié via la poste (francs) |
| ------------------- | ------------ | ------------- | --------------------------- | -------------------------------- | -------------------------------- | --------------------------------------------------- |
| 1860                | Un an        | 12            | compris                     | 2                                | -                                | -                                                   |
| 1860                | Un semestre  | 6             | compris                     | 1                                | -                                | -                                                   |
| 1860                | Un trimestre | 3             | compris                     | 0,50                             | -                                | -                                                   |
| 1860                | Un numéro    | 0,5           | 0,1                         | 0                                | -                                | -                                                   |
| 1870 1880 1890 1900 | Un an        | 12            | 4                           | 2                                | 24                               | 1                                                   |
| 1870 1880 1890 1900 | Un semestre  | 6             | 2                           | 1                                | 13                               | 0,50                                                |
| 1870 1880 1890 1900 | Un trimestre | 3             | 1                           | 0,50                             | 6,75                             | 0,25                                                |
| 1870 1880 1890 1900 | Un numéro    | 0,25          | 0,50                        | -                                | 0,50                             | -                                                   |

### L'équipe

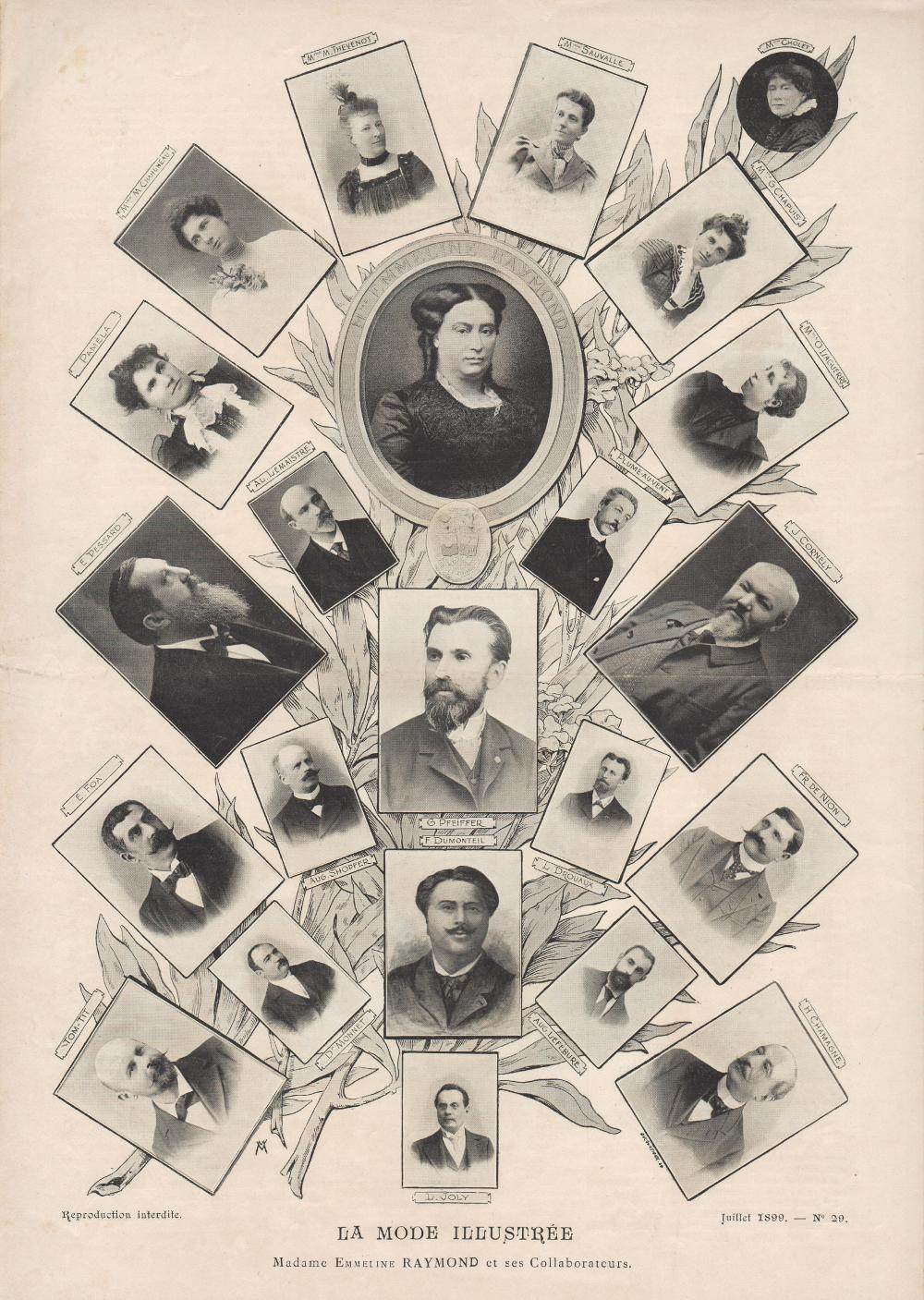
Emmeline Raymond entourée de son comité de rédaction en juillet 1899

Une page d'un numéro de juillet 1899 permet de constater la composition de l'équipe de rédaction. Une majorité d'hommes sont en poste malgré une majorité de sujets féminins abordés dans le journal tels que la décoration intérieure, les conseils de bienséance, la couture, le jardinage, l'éducation des enfants, la broderie, les recettes de cuisine et les romans (entre autres). Pourtant,  C'est bien la fondatrice qui remplit la grande majorité du contenu de sa revue.

### Contenu
Le premier numéro promet aux lectrices que « chaque numéro contiendra huit pages de texte avec gravures du format de ce numéro » et par an, « plus de 2000 dessins de tricots, plumetis, tapisserie, crochet, gravures de mode, etc. et 10 à 12 suppléments de patrons de broderies et de lingerie, etc. » De son titre complet La Mode illustrée : Journal de la famille, la publication est considérée comme un « magazine domestique » différents des autres par son contenu fait de sujets pratiques, chargé d'éduquer en plus d'indiquer les tendances de mode. Sa cible est alors les ménagères de la classe moyenne.

## L'endiguement moral

### Contexte historique et social
Le XIXe siècle voit le grand retour de la moralité après les événements troublés de la Révolution française. Dans sa seconde moitié, la mode et les esprits se rigidifient, malgré la réputation des élites de la société française sous Napoléon III que l'on considère toujours investis par la « fête impériale ».
C'est dans ce contexte de festivités incessantes que les périodiques féminins tels que la Mode illustrée ou le Journal des dames et des modes vont connaître le succès. Ces publications ont vu le jour en pleine seconde révolution industrielle, ce qui a favorisé leur essor grâce à des coûts d'impression diminués. La Mode illustrée a d'ailleurs été le pionnier dans les années 1880 de l'utilisation de gravures colorées en première page.
Ainsi, les journaux féminins ont trouvé les moyens de devenir les garants du bon goût et de la morale catholique au travers de leurs conseils sur le savoir-vivre et l'économie domestique.

### Le courrier des lectrices
Le magazine possède une section de réponses au courrier des abonnées. Emmeline Raymond a tellement été assaillie de questions - on comptait près de 90 000 abonnées à la fin du siècle, qu'elle a décidé de renommer cette rubrique en l'Endiguement des renseignements.
La chroniqueuse prend la décision de ne publier que les réponses aux lectrices, en ne mentionnant que le numéro d'abonné de la personne ainsi que sa région de résidence. Emmeline Raymond répond de manière succincte et l'on voit se dresser le portrait de la bourgeoise bon sous tous rapports au travers de cette foire aux questions.